# Cehave Landbouwbelang
Cehave Landbouwbelang (CHV-LBB) was een coöperatieve landbouworganisatie die is ontstaan door fusie in 2000 van de bedrijven Cehave (tot 1970 CHV ofwel Coöperatieve Handelsvereniging) en Landbouwbelang, die elk een verschillende regio bestreken. Cehave was actief in Noord-Brabant en Landbouwbelang was actief in Limburg. Het hoofdkantoor van de organisatie bevindt zich te Veghel.
De coöperatie telde in 2007 ongeveer 5.300 Nederlandse leden. Ze bezit ook een aantal bedrijven die vooral actief zijn op het terrein van de productie van en de handel in veevoeders. Deze hebben in totaal 1.500 medewerkers en bevinden zich in Nederland, België, Duitsland, Polen, Hongarije en China.
In 2008 telde het bedrijf 1.799 medewerkers en bedroeg de productie in totaal 2.703 kton/jaar aan mengvoeder en 1.463 kton/jaar aan natte bijproducten. Deze productie werd voor een aanzienlijk deel in het buitenland gerealiseerd.
In 2011 is CHV-LBB opnieuw gefuseerd. Nu met Agrifirm. CHV-LBB verloor wel zijn naam tijdens de fusie. Het nieuwe bedrijf heet Agrifirm. Maar het oude logo is blijven bestaan, als slogan wordt er gebruikgemaakt van Schakel in Succes.

## Bedrijven
In 2007 telde de organisatie de volgende bedrijven, die elk weer meerdere vestigingen kunnen hebben:
- Cehave Landbouwbelang Voeders bv, onder meer te Oss, Wanssum, Veghel en Maasbracht, Nederland
- Voeders Van den Berghe N.V., te Grobbendonk, België
- Kofu Tiernahrung GmbH, te Neuss, Duitsland
- Cehave Pasze Sp. z o.o., Polen
- Kabai Táp Zrt., Hongarije, sedert 2007
- Vitamex N.V./S.A., te Drongen, België
- Bonda's Veevoederbureau bv, te Hillegom, Nederland
- Agerland bv, Nederland, sedert 2007 inclusief Twijnstra Veevoeders.
- CCL bv, Nederland, een laboratorium
- Abemec bv, Nederland, een dealer van landbouwmachines